# 古晋猪笼草
古晋猪笼草（学名：Nepenthes × kuchingensis）是苹果猪笼草（N. ampullaria）与奇异猪笼草（N. mirabilis）的自然杂交种。其得名于砂拉越州古晋市。其广泛分布于马来西亚、新几内亚及泰国。

## 扩展阅读
- 食虫植物照片搜寻引擎中古晋猪笼草的照片 （页面存档备份，存于）

 维基共享资源上的相關多媒體資源：古晋猪笼草
 維基物種上的相關：古晋猪笼草